# Ljozna rajon
Ljozna rajon (belarusiska: Лёзненскі раён: Ljoznenski rajon), även Liozno rajon (ryska: Лиозненский район: Lioznenskij rajon) är ett distrikt i Belarus.   Det ligger i Vitsebsks voblast, i den nordöstra delen av landet, 230 km nordost om huvudstaden Minsk. Huvudort är Ljozna.